# ミス・グランド・ジャパン2021
ミス・グランド・ジャパン2021（第7回ミス・グランド・ジャパン決勝大会）は、2021年に開催した世界最大級のミスコンテストミス・グランド・インターナショナルの日本代表を選ぶミス・コンテスト。
世界大会関係者が審査員を務め、オンラインで【MISS GRAND JAPAN 2021 Final Audition 】を実施。
世界大会本部関係者及びミス・グランド・ジャパンによる厳正かつ公正な審査の結果、ミス・グランド・ジャパン2021は、東京都出身の水野ちいかが優勝。
| 前回 | 次回 |
| ---- | ---- |
| 2020 | 2022 |

## 日本大会最終結果
| 最終結果                     | 入賞者     |
| ---------------------------- | ---------- |
| ミス・グランド・ジャパン2021 | 水野ちいか |
| 第2位                        | 木下璃香   |
| 第3位                        | 西森由美子 |
| 第4位                        | 佐野 由華  |
| 第5位                        | 桐生 文佳  |

## 世界大会
世界大会ファイナルには世界各国・地域から63名の代表者が出場し、水着やイブニング・ドレス、スピーチ審査が行われた。
優勝者のベトナム代表のティエンさんは、スピーチで戦争・暴力の防止と団結の強化、世界の保護を呼びかけ、審査員からは英語能力やコミュニケーション能力が高く評価された。ミス・グランド・インターナショナルでベトナム代表がグランプリに輝くのは今回が初めて。